# メンタルエイジ
メンタルエイジは、吉本興業に所属したお笑いコンビ。NSC東京校11期生。2005年結成、2007年12月解散。

## メンバー
- 長沼麗王（ながぬま れお、1984年7月6日 - ）ツッコミ担当
  - 立ち位置は左。
  - 趣味は、カラオケとサッカー観戦
  - オリエンタルラジオとほっしゃん。に「最初に持つ番組はきっとエロ番組だ！」とよく言われている
  - 解散後は元「ノリマンタン」のまんたろうと「ブラックベイブ」を結成するもすぐに解散。
  - 次にピン芸人「とべま～し」と「ターニングポイント」を結成。後にピン芸人「ゆうじん」を加え、トリオ「クローバー」として活動。
  - 居酒屋でキッチンのアルバイトをしている。勤務年数は３年近くになり料理も得意である。
  - 喫煙者であり、煙草の銘柄はLark。

- 細野哲平（ほその てっぺい、1986年6月20日 - ）ボケ担当
  - 立ち位置は右。
  - 趣味は、ボウリングとバスケットボール。
  - ネタはすべて彼がかいている。
  - 解散後はコンビ「ありがとう」に加入。

## 略歴
- 06'お台場夏の冒険王めちゃいけランド案内人
- 出演中の劇場・クラス⇒エコノミークラス（2007年6月9日現在）
- 『オリキュン』（フジテレビ）の前説担当

## 出演番組
- ヨシモト∞ (ヨシモトファンダンゴTV)
- 芸人証券木曜日メンバー（毎週木曜日出演）2007/3/5終了
  - 2007年2月21日 オリラジ恋の野生王国
  - 2007年3月5日 芸人証券株主総会
  - 2007年3月19日 無限大付属オリエンタル学園
  - 2007年4月25日 1部 トーク
  - 2007年6月7日 1部 フレッシュ芸人60分内 ネタ＆トーク
- ひかり荘 （casTY）
  - 2006年9月8日
  - 2007年1月12日